# Santuari de Sant Antoni de Pàdua d'Alforja
El santuari de Sant Antoni de Pàdua és un santuari del segle xviii en el terme d'Alforja.

## Descripció
És un conjunt format per l'ermita i la casa de l'ermità. L'edifici és petit, d'un tram i capçalera. Té volta de canó amb llunetes al tram, i de creueria d'arestes amb revoltons venerats a la capçalera.

## Història
L'ermita va ser construïda el segle xvii. És objecte de moltes excursions, especialment el dia de la mona, a causa del fet que a la seva rodalia hi ha una popular font d'aigua. El santuari està tancat excepte en ocasions concretes.